# Madagaszkári lile
A madagaszkári lile (Charadrius thoracicus) a madarak osztályának lilealakúak (Charadriiformes) rendjébe, ezen belül a lilefélék (Charadriidae) családjába tartozó faj.

## Rendszerezése
A fajt Charles Wallace Richmond amerikai ornitológus írta le 1896-ban, az AEgialitis nembe AEgialitis thoracica néven. Egyes szervezetek az Ochthodromus nembe sorolják Ochthodromus thoracicus néven.

## Előfordulása
Madagaszkár nyugati és déli szűk tengerparti sávjában honos. Természetes élőhelyei a homokos tengerpartok, torkolatok, sós lagúnák és mocsarak, valamint mangroveerdők és füves területek. Állandó, nem vonuló faj.

## Megjelenése
Átlagos testhossza 14 centiméter.

## Szaporodása
|  |

## Természetvédelmi helyzete
Az elterjedési területe még elég nagy, egyedszáma 1800-2300 közötti és csökken. A Természetvédelmi Világszövetség Vörös listáján sebezhető fajként szerepel.